# Aeroportul Noto
Aeroportul Noto (IATA: NTQ, ICAO: RJNW) este un aeroport din Wajima, Prefectura Ishikawa, Japonia ce deservește zona Wajima. Aeroportul a fost tranzitat în 2023 de 137.428 de pasageri. A fost deschis în 7 iulie 2003.
Situat la o altitudine de 219 m, aeroportul dispune de o singură pistă.